# Igrzyska Śródziemnomorskie 1987
10. Igrzyska Śródziemnomorskie – dziesiąta w historii edycja igrzysk śródziemnomorskich została rozegrana między 11 a 25 września 1987 w syryjskiej Latakii. W zawodach wzięło udział 1996 sportowców (1529 mężczyzn i 467 kobiet) z 18 krajów. Impreza odbywała się na terenie kompleksu Latakia Sports City.

## Tabela medalowa
| Lp | Kraj       | Złoto | Srebro | Brąz | Suma |
| -- | ---------- | ----- | ------ | ---- | ---- |
| 1  | Włochy     | 69    | 45     | 38   | 152  |
| 2  | Jugosławia | 17    | 19     | 17   | 53   |
| 3  | Francja    | 16    | 30     | 22   | 68   |
| 4  | Hiszpania  | 15    | 21     | 33   | 69   |
| 5  | Maroko     | 9     | 8      | 3    | 20   |
| 6  | Syria      | 9     | 6      | 12   | 27   |
| 7  | Turcja     | 8     | 9      | 22   | 39   |
| 8  | Grecja     | 7     | 14     | 16   | 37   |
| 9  | Algieria   | 5     | 3      | 4    | 12   |
| 10 | Egipt      | 4     | 4      | 6    | 14   |
| 11 | Albania    | 3     | 1      | 4    | 8    |
| 12 | Tunezja    | 2     | 4      | 5    | 11   |
| 13 | Cypr       | 2     | 0      | 0    | 2    |
| 14 | Liban      | 0     | 1      | 0    | 1    |
| 14 | San Marino | 0     | 1      | 0    | 1    |
|    | Suma:      | 166   | 166    | 182  | 514  |

## Dyscypliny
- Judo  (szczegóły)
- Lekkoatletyka  (szczegóły)
- Piłka nożna  (szczegóły)
- Tenis ziemny  (szczegóły)
- Zapasy  (szczegóły)